# Llevaneu

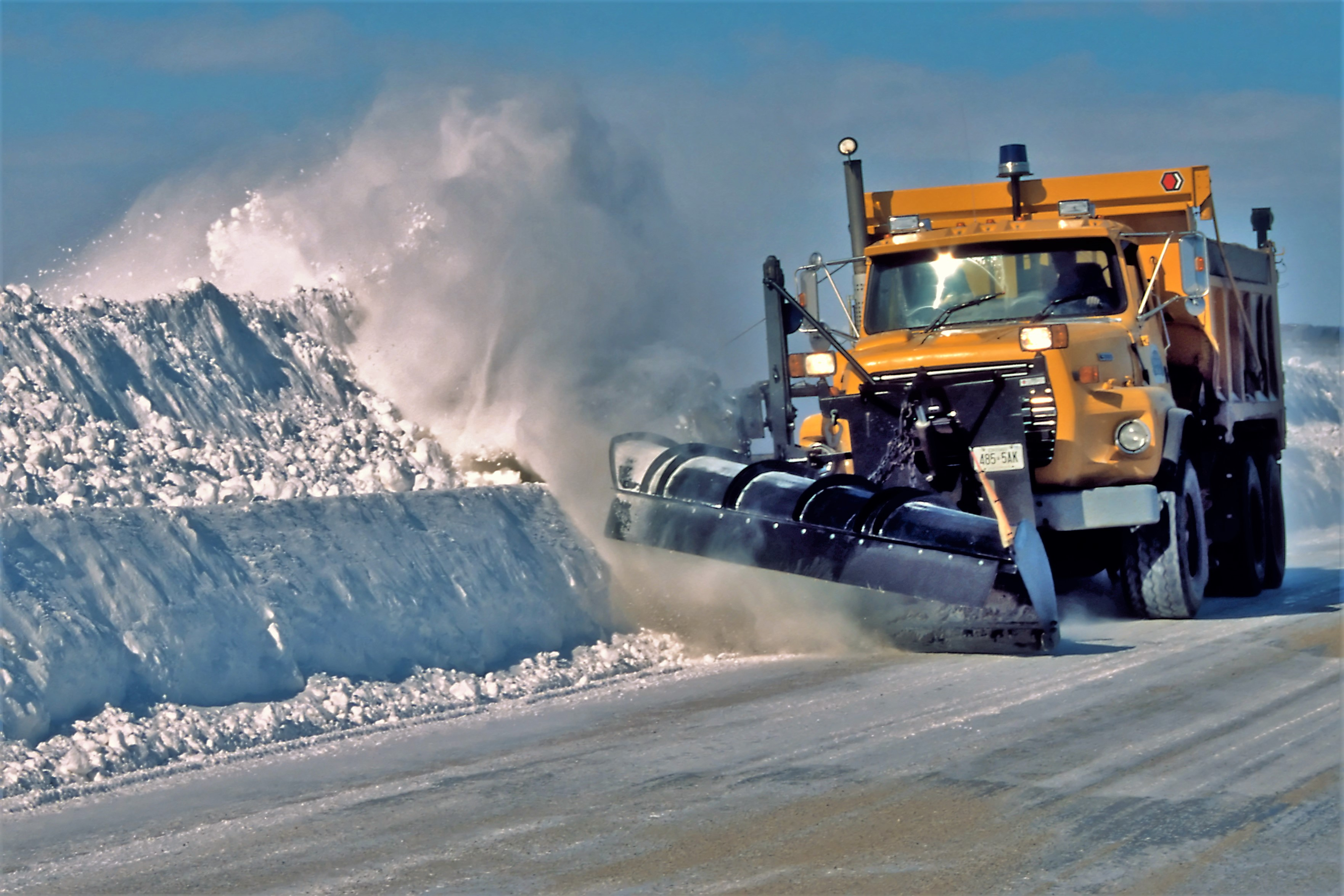
Llevaneu prop de Toronto, Ontario, Canadà.

Una llevaneu, màquina llevaneu o escombraneu (proposició de Lluís Creixell) és un vehicle dissenyat o adaptat per a eliminar la neu d'una via o zona transitable. Les llevaneus poden ser vehicles concebuts únicament per a aquesta funció o un vehicle com un camió, tractor, un tot terreny, entre d'altres, amb una pala o un altre sistema acoblat per a desplaçar la neu o expulsar-la. Hi ha dos sistemes per a llevar la neu, apartant-la amb una pala o mitjançant una turbina que la llança lluny. Amb nevades de diversos metres d'altura, aquest darrer és el sol sistema que es pot utilitzar. També s'usen, per a netejar les vies de ferrovies, trens llevaneu com la Sèrie 300. En els pols les llevaneus també són necessàries perquè puguin aterrar els avions. Es llancen primer les màquines necessàries a partir de l'avió amb un paracaigudes i un cop preparada la superfície l'avió pot aterrar i enlairar-se.